# Beniel
Beniel – gmina w Hiszpanii, w prowincji Murcja, w Murcji, o powierzchni 10,06 km². W 2011 roku gmina liczyła 11 198 mieszkańców.
W miejscowości jest stacja kolejowa Beniel.